# Rasmus Christiansen
Rasmus Steenberg Christiansen (6 ottobre 1989) è un calciatore danese, difensore del Grótta.

## Carriera

### Club

#### Lyngby
Christiansen cominciò la carriera con la maglia del Lyngby. Esordì in squadra nella 1. Division 2006-2007, annata in cui il Lyngby centrò la promozione nella massima divisione danese. Il 16 marzo 2008, così, debuttò nella Superligaen: subentrò a Morten Christiansen nella sconfitta casalinga per 1-4 contro il Copenaghen. A fine stagione, il Lyngby retrocesse nuovamente.

#### ÍBV Vestmannæyja
Nel 2010, Christiansen si trasferì agli islandesi dello ÍBV Vestmannæyja. Debuttò nella Úrvalsdeild in data 17 maggio, subentrando a Denys Sytnyk nel pareggio per 1-1 sul campo del Valur. Il 7 maggio 2011, realizzò il primo gol in squadra, nella sconfitta per 1-2 contro il Fylkir. Il 30 giugno successivo, ebbe modo di esordire nella Champions League, seppure nei turni preliminari: fu titolare nel successo per 1-0 contro il St Patrick's.

#### Ullensaker/Kisa
Il 3 gennaio 2013, firmò un contratto con i norvegesi dell'Ullensaker/Kisa. Esordì in squadra il 7 aprile 2013, schierato titolare nella sconfitta per 3-1 sul campo del Bodø/Glimt. Il 9 giugno successivo, realizzò la prima rete in campionato, nel pareggio per 1-1 in casa del Sandefjord.
Il 16 maggio 2014, subì un infortunio nella partita di campionato contro il Bryne, a causa del quale fu costretto ad abbandonare il campo. Nei giorni successivi, gli esami mostrarono come Christiansen avesse subito la rottura del legamento, incidente che gli fece concludere la stagione anzitempo.

#### KR Reykjavík e Valur
Nel 2015, Christiansen è tornato in Islanda per militare nelle file del KR Reykjavík. In vista del campionato 2016, è passato al Valur.

### Nazionale
Christiansen rappresentò diverse formazioni giovanili danesi. Conta una presenza per la Danimarca under 21, nell'amichevole vinta 1-0 contro Malta under 21.

## Statistiche

### Presenze e reti nei club
Statistiche aggiornate al 25 aprile 2017.
| Stagione                | Club                    | Campionato              | Campionato | Campionato | Coppe nazionali | Coppe nazionali | Coppe nazionali | Coppe continentali | Coppe continentali | Coppe continentali | Supercoppe | Supercoppe | Supercoppe | Totale | Totale |
| Stagione                | Club                    | Comp                    | Pres       | Reti       | Comp            | Pres            | Reti            | Comp               | Pres               | Reti               | Comp       | Pres       | Reti       | Pres   | Reti   |
| ----------------------- | ----------------------- | ----------------------- | ---------- | ---------- | --------------- | --------------- | --------------- | ------------------ | ------------------ | ------------------ | ---------- | ---------- | ---------- | ------ | ------ |
| 2006-2007               | Lyngby                  | 1D                      | 1          | 0          | CD              | ?               | ?               | -                  | -                  | -                  | -          | -          | -          | ?      | ?      |
| 2007-2008               | Lyngby                  | SL                      | 10         | 0          | CD              | ?               | ?               | -                  | -                  | -                  | -          | -          | -          | ?      | ?      |
| 2008-2009               | Lyngby                  | 1D                      | 10         | 0          | CD              | ?               | ?               | -                  | -                  | -                  | -          | -          | -          | ?      | ?      |
| 2009-2010               | Lyngby                  | 1D                      | 11         | 0          | CD              | ?               | ?               | -                  | -                  | -                  | -          | -          | -          | ?      | ?      |
| Totale Lyngby           | Totale Lyngby           | Totale Lyngby           | 32         | 0          |                 | ?               | ?               |                    | -                  | -                  |            | -          | -          | ?      | ?      |
| 2010                    | ÍBV Vestmannæyja        | UD                      | 21         | 0          | CI              | ?               | ?               | -                  | -                  | -                  | -          | -          | -          | ?      | ?      |
| 2011                    | ÍBV Vestmannæyja        | UD                      | 22         | 1          | CI              | 4               | 0               | UEL                | 2                  | 0                  | -          | -          | -          | 28     | 1      |
| 2012                    | ÍBV Vestmannæyja        | UD                      | 21         | 2          | CI              | 3               | 0               | UEL                | 2                  | 0                  | -          | -          | -          | 26     | 2      |
| Totale ÍBV Vestmannæyja | Totale ÍBV Vestmannæyja | Totale ÍBV Vestmannæyja | 64         | 3          |                 | ?               | ?               |                    | 4                  | 0                  |            | -          | -          | ?      | ?      |
| 2013                    | Ullensaker/Kisa         | 1D                      | 28         | 2          | CN              | 2               | 1               | -                  | -                  | -                  | -          | -          | -          | 30     | 3      |
| 2014                    | Ullensaker/Kisa         | 1D                      | 8          | 0          | CN              | 2               | 0               | -                  | -                  | -                  | -          | -          | -          | 10     | 0      |
| Totale Ullensaker/Kisa  | Totale Ullensaker/Kisa  | Totale Ullensaker/Kisa  | 36         | 2          |                 | 4               | 1               |                    | -                  | -                  |            | -          | -          | 40     | 3      |
| 2015                    | KR Reykjavík            | UD                      | 17         | 0          | CI              | 4               | 0               | UEL                | 4                  | 0                  | SI         | 1          | 0          | 26     | 0      |
| 2016                    | Valur                   | UD                      | 21         | 0          | CI              | 4               | 0               | UEL                | 2                  | 0                  | SI         | 1          | 0          | 28     | 0      |
| 2017                    | Valur                   | UD                      | 0          | 0          | CI              | 0               | 0               | -                  | -                  | -                  | SI         | 1          | 0          | 1      | 0      |
| Totale Valur            | Totale Valur            | Totale Valur            | 21         | 0          |                 | 4               | 0               |                    | 2                  | 0                  |            | 2          | 0          | 29     | 0      |
| Totale                  | Totale                  | Totale                  | 170        | 5          |                 | 4+              | 0+              |                    | 10                 | 0                  |            | 3          | 0          | 187+   | 5+     |

## Palmarès

### Club

#### Competizioni nazionali
- Coppa d'Islanda: 1

Valur: 2016
- Supercoppa d'Islanda: 2

Valur: 2016, 2017, 2018
- Campionato islandese: 1

Valur: 2017, 2018